# هنک الزرمن
هنک الزرمن (به انگلیسی: Henk Elzerman) (زادهٔ ۱۸ سپتامبر ۱۹۵۸) شناگر اهل هلند است.